# 有田貞勝
有田 貞勝（ありた　さだかつ、元文2年（1737年） - ?）は、江戸時代中期から後期の旗本。赤松氏の支族。有田基敦の子。母は筒井政虎の娘。初名は基輔。通称は与九郎。官位は従五位下、播磨守。室は細井正利の養女。子に有田貞周、有田貞英ら。
宝暦2年（1752年）に父が没し家督を継ぐ。宝暦13年（1763年）2月小納戸となり、同年12月に布衣を許される。天明3年（1783年）西丸広敷用人となって、寛政元年（1789年）2月本丸台所用人、同年7月禁裏付を歴任し、同年9月従五位下播磨守に叙任された。寛政6年御三卿清水家家老となった。寛政7年（1795年）日光奉行（ - 享和2年（1802年））となり、東照宮および霊屋の修復を行った。文化8年（1811年）勘定奉行（ - 1812年）となった。